# Bordastubble Standing Stone

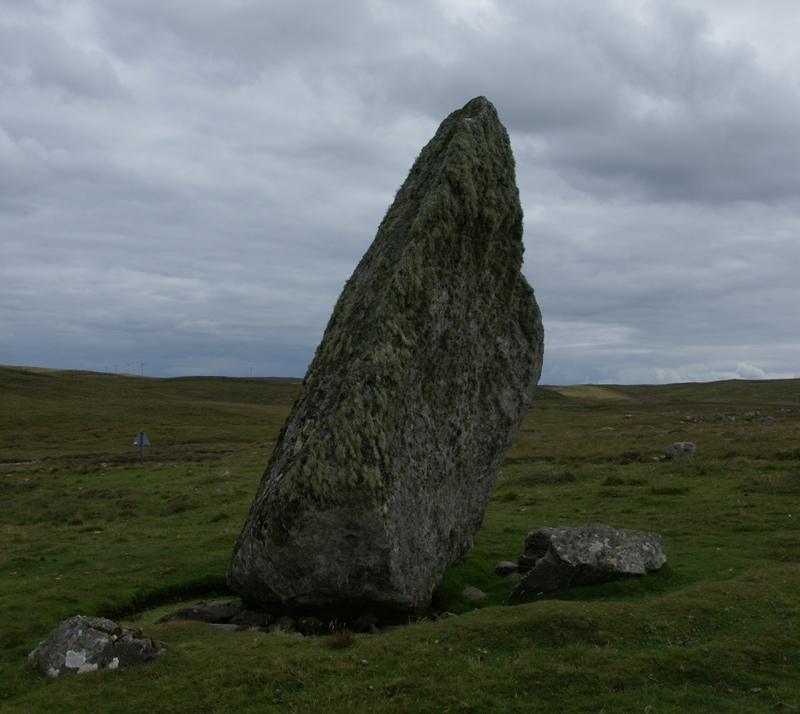
Bordastubble Standing Stone

De Bordastubble Standing Stone is een megaliet staande nabij Lunda Wick bij het Loch of Bordastubble op het zuidwestelijke deel van het Shetlandse eiland Unst (Schotland).
De uit het tweede millennium voor Christus stammende Bordastubble Standing Stone bestaat uit gneis en meet 3,6 meter hoog en heeft een omtrek van 6,7 meter. Daarmee is deze staande steen de grootste op Shetland.
De steen staat op lage grond - ongebruikelijk voor een megaliet. Wellicht was deze natuurlijke gletsjerrots te groot om te verplaatsen. De staande steen helt naar het zuidwesten.
Zevenhonderd meter naar het noordnoordwesten staat de Burragarth Standing Stone.
Andere standing stones in Shetland zijn bijvoorbeeld de Uyea Breck Standing Stone, eveneens op Unst, en de Giant's Stones, de Tingwall Standing Stone en de Skellister Standing Stone op Mainland.